# Thomas William Croke
Thomas William Croke (Dromin, 19 maggio 1823 – Thurles, 22 luglio 1902) è stato un arcivescovo cattolico irlandese.

## Biografia
Terzo degli otto figli del fattore William Croke e di sua moglie Isabella Plummer, nata da una famiglia protestante che l'aveva rinnegata per la sua intenzione di sposare un cattolico.
Orfano di padre, fu accolto in casa da suo zio Thomas Croke, parroco di Charleville. Avviato alla carriera ecclesiastica, nel 1839 fu inviato a Parigi a studiare filosofia e teologia; completò la sua formazione presso la Pontificia Università Gregoriana di Roma, dove ottenne il dottorato in teologia, e fu ordinato prete nel 1847.
Dopo un soggiorno in patria si stabilì per un periodo a Parigi e infine tornò in Irlanda per prestare servizio pastorale con suo zio a Charleville; fu poi curato a Midleton e a Mallow e nel 1858 il vescovo gli affidò la direzione del Saint Colman's College di Fermoy. Nel 1866 fu nominato parroco di Doneraile e vicario generale della diocesi di Cloyne; nel 1870 seguì il suo vescovo a Roma per assisterlo durante i lavori del Concilio Vaticano I.
Nel 1870 fu eletto vescovo di Auckland e tornò a Roma per essere consacrato in Sant'Agata dal cardinale Cullen. In Nuova Zelanda, diversamente dal suo predecessore che aveva rivolto le sue energie all'evangelizzazione dei Maori, si dedicò ai coloni europei. Lasciò la guida della diocesi per problemi di salute e nel 1874 rientrò in Irlanda e il 24 giugno 1875 fu nominato arcivescovo di Cashel: completò la costruzione della cattedrale a Thurles.
Si impegnò anche in politica sostenendo l'attività di Charles Stewart Parnell e della Irish Land League; incoraggiò anche il clero diocesano a svolgere un ruolo politico attivo. La sua attività pubblica lo portò a scontrarsi con l'arcivescovo di Dublino, Edward McCabe, e fu condannata dall'arcivescovo Ignazio Persico, giunto in Irlanda come visitatore apostolico.
Fu protettore della Gaelic Athletic Association, che diede il suo nome al suo principale campo sportivo a Dublino, il Croke Park.
Morì nel 1902.

## Genealogia episcopale e successione apostolica
La genealogia episcopale è:
- Cardinale Scipione Rebiba
- Cardinale Giulio Antonio Santori
- Cardinale Girolamo Bernerio, O.P.
- Arcivescovo Galeazzo Sanvitale
- Cardinale Ludovico Ludovisi
- Cardinale Luigi Caetani
- Cardinale Ulderico Carpegna
- Cardinale Paluzzo Paluzzi Altieri degli Albertoni
- Papa Benedetto XIII
- Papa Benedetto XIV
- Papa Clemente XIII
- Cardinale Giovanni Carlo Boschi
- Cardinale Bartolomeo Pacca
- Papa Gregorio XVI
- Cardinale Castruccio Castracane degli Antelminelli
- Cardinale Paul Cullen
- Arcivescovo Thomas William Croke

La successione apostolica è:
- Vescovo William Fitzgerald (1877)
- Vescovo Daniel McCarthy (1878)
- Vescovo Andrew Higgins (1882)
- Vescovo Pierse Power (1886)
- Vescovo Edward Thomas O'Dwyer (1886)
- Vescovo John Coffey (1889)
- Vescovo Thomas J. McRedmond (1890)
- Vescovo John Egan (1890)
- Vescovo Richard Alphonsus Sheehan (1892)
- Vescovo Robert Browne (1894)
- Vescovo Denis Kelly (1897)